# Створюючи історію
«Як творити історію» (англ. Making History) — фантастичний роман англійського письменника Стівена Фрая в жанрі альтернативної історії та соціальної сатири. Написаний в 1996 році, перше видання вийшло в англійському видавництві «Random House». У 1998 році книга отримала премію «Кружний шлях».

## Сюжет
Аспірант Кембриджського університету Майкл Янг пише дисертацію, присвячену витокам нацизму, зокрема — юності Гітлера. Перші глави роману перемежовуються флешбеками до юності матері Адольфа Гітлера Клари і становлення його самого. Ці глави одночасно є витягами з дисертації Майкла.
Майкл знайомиться з літнім професором фізики Лео Цуккерманом. В особистій бесіді той зізнається, що він не єврей, а син німецького лікаря Дітріха Йозефа Бауера, який служив у німецьких таборах і ставив експерименти над в'язнями. Аксель Бауер (так насправді звуть Лео Цуккермана) винайшов пристрій, який може передавати матеріальні об'єкти в інші часові періоди, і думав про знищення Гітлера, але не готовий був піти на акт насильства. Майкл згадує, що його дівчина-генетик проводить лабораторні випробування препарату, повністю стерилізуючого чоловіка. Майкл краде кілька експериментальних зразків і з допомогою пристрою, винайденого Цукерманом-Бауером, переміщує їх у водопровід міста Браунау і в будинок батьків Гітлера.
Історія змінюється і Майкл потрапляє в альтернативне сьогодення. Після короткої втрати пам'яті він розуміє, що експеримент вдався і історія змінилася. Це підтверджує і те, що його новий товариш Стів не знає, хто такий Гітлер. Скоро Майкл розуміє, що нацистська партія у Німеччині все ж прийшла до влади на чолі з іншим фюрером — Рудольфом Глодером. Рудольф Глодер згадується у флэшбэках в першій частині книги, як вкрай привабливий і талановитий товариш по службі Гітлера. На чолі з новим, дуже розважливим і проникливим лідером партія відкладає знищення євреїв і за допомогою єврейських вчених Німеччина перша винаходить атомну бомбу і негайно знищує Москву і Ленінград. Далі слідує безкровна капітуляція європейських урядів і утворення Єдиної європейської держави. Геноцид євреїв проходить одноразово в гетто, створеному на території Східної Європи. Євреям дають воду, що містить сперміциди, розроблені на основі води Браунау (містечка, в якому повинен був народитися Гітлер). Майкл виявляється громадянином США, куди його батьки емігрували після приходу до влади Глодера. Сполучені Штати довгий час перебували під загрозою ядерної війни з Німеччиною, в країні панували мілітаристські настрої. З цієї причини Річард Ніксон був обраний президентом США на три строки, боротьба за права меншин провалилася, чорношкірі американці обмежені в правах, а гомосексуальність вважається серйозним злочином. Щоб виправити ситуацію, Майкл знаходить професора Акселя Бауера, який емігрував в США, дізнавшись, що його батько був винахідником речовини, яке допомогло знищити євреїв. Через дивну поведінку та англійський акцент Майкл стає об'єктом пильної уваги американських спецслужб. Тим не менш, поспілкувавшись з Акселем Бауером, Майкл вирішує перенести у водопровід Браунау трупи мертвих щурів, щоб не дати батькові Адольфа — Алоізу Гітлеру випити води, в якій розчинені сперміциди. В останній момент перед операцією героїв зупиняють співробітники американської спецслужби, однак Стіву вдалося натиснути на кнопку старту, незважаючи на рану, завдану правоохоронцем. Стів помирає у головного героя на руках. Експеримент вдається і головний герой успішно переноситься в нашу реальність і знову зустрічає там Стіва.
Герої флешбеків (Ганц Мендусь, Ернст Шмідт, Ігнац Бестенкиршер, Гуго Гутман, полковник Балиганд і т. д.) в юні роки Гітлера є реальними персонажами — однополчанами Адольфа Гітлера. Вигаданим персонажем є тільки Рудольф Глодер. Історія життя доктора СС Дітріха Йозефа Бауера багато в чому перегукуються з життям його вчителя — доктора Пауля Йоганна Кремера, що існував реально.

## Відгуки критики
- Лінда Баклі-Арчер з The Guardian поставила цей роман на восьме місце в десятці кращих романів з подорожами в часі
- Мічіко Какутані з Нью-Йорк Таймс знаходить жартівливий тон книги «огидно несмачним» і «глибоко образливим» відносно того предмета, який в ній описується.[2]
- Юрген Віммер: «Стівен Фрай не прив'язує дію роману до конкретної людини. Гітлер, таким чином, як теза книги, є просто її заповнювачем. Фрай правдоподібно встановлює у своєму і гірко — злому романі, що вирішальними в історії є не окремі люди, але — певні історичні умови … .. при цьому, роман наповнений самого чорного британського гумору, за який німецького автора в цій темі можна було б вже розіпнути .»
- Костянтин Мільчин в огляді новинок 2005 року пише: «…в результаті все зводиться до простої думки, що хід історії незворотній і що, якщо не народиться один маніяк, на тому ж місці і в тій же ролі виявиться інший. Теоретична частина роману залишає бажати кращого, зате художня заслуговує усілякого схвалення.»[3]